# Трейлер (продвижение)
Тре́йлер — небольшой видеоролик, состоящий из кратких и обычно наиболее зрелищных фрагментов фильма, аниме, или компьютерной игры используемый для анонсирования или рекламы. При этом часто комбинируется видеоряд из несвязанных фрагментов по принципу калейдоскопа. Иногда сцены в таком калейдоскопе сменяются очень быстро, больше производя впечатление на зрителя, чем оставляя осмысленное представление о фильме. В задачу режиссёра монтажа трейлера (трейлермейкера) входит создание структуры ролика, выстраивание сюжета, подбор музыки и кадров, монтаж, дизайн титров. Последним иногда занимается профессиональный видеодизайнер.
Иногда достаточно продолжительные трейлеры не являются бессвязным набором кадров, а создаются как небольшие сюжетные истории, в которых диалоги из фильма чередуются со зрелищными моментами и спецэффектами. Видеоряд сопровождается голосовыми или текстовыми комментариями, рассказывающими завязку сюжета.
В некоторых трейлерах используется специальный видеоматериал, отснятый исключительно в рекламных целях и не используемый в фильме. Одной из наиболее известных кинолент, для которой был выпущен такой трейлер, является фильм «Терминатор 2: Судный день». Для рекламы этого блокбастера были созданы эксклюзивные дорогостоящие спецэффекты. Одним из наиболее известных специально отснятых трейлеров является рекламный ролик к фильму «Психо», в котором режиссёр Альфред Хичкок проводит для зрителей экскурсию по мотелю «Бэйтс» и в финале заходит в ванную комнату. Подойдя к печально известному душу, спокойно говорящий Хичкок неожиданно срывает занавеску, за которой Вера Майлз издаёт душераздирающий крик.
Очень часто к популярным фильмам создаются так называемые фан-трейлеры или фан-ролики. Это неофициальные видеоролики, созданные поклонниками тех или иных фильмов. При этом фан-ролик может быть сделан как из материалов целого фильма, так и из фрагментов трейлеров и ТВ-роликов, например, к фильму, который готовится к выходу в прокат.